# Unter heißer Zone
Unter heißer Zone ist ein deutscher Sensations- und Abenteuerstummfilm von Harry Piel aus dem Jahre 1916.

## Handlung
Kapitän Oliver Peer hat schon viel erlebt. Eines Tages erzählt er während der Überfahrt mit seinem Schiff „Rotterdam“ von einem besonders aufregenden Abenteuer, das er einst in Afrika überstehen musste:
Wie stets in der Vergangenheit hatte ihn der reiche Diamantenminenbesitzer J. Master wiederum damit beauftragt, die auf seinem Besitz geschürften Edelsteine nach Europa zu verfrachten. Die Fracht ist dieses Mal von einem besonders hohen Wert. Da sich die Geschäfte ein wenig verzögerten, wurde Peer zu einer Löwenjagd eingeladen. Der Dompteur Leander, der die Tiere für eine US-Firma für eine spezielle Dressur einfangen sollte, nahm den Kapitän auf diesen Fang mit. Bei dieser Gelegenheit lernte Peer den Amsterdamer Diamantenhändler Yb van Haag und die Amerikanerin Ellen Johnston kennen. Bei einem Ausflug zu den kolonialen Goldminen war Miss Johnston aber plötzlich verschwunden. Ein dunkelhäutiger Mensch, den alle als „Mulatten Orres“ titulierten, hatte sich ihrer bemächtigt. Nach Ellens Befreiung wurde Orres augenblicklich entlassen. Als Master erzählte, dass diesmal in seiner Mine ein besonders großer Diamant geschürft worden sei, eilten alle sofort dorthin. Man taufte den Riesenklunker „Südstern“. Er besaß die Größe des Kopfs eines Kindes. Schon dort konnte van Haag, den Diamanten einmal in den Händen haltend, nicht mehr seine gierigen Blicke von ihm lassen.
Die Vorbereitungen für die Rückreise nach Europa ließen Peer nicht viel Zeit für andere Dinge wie etwa Ellen Johnston. Und so musste er eines Tages feststellen, dass die ihn interessierende junge Dame mitsamt van Haag erneut verschwunden war. Die Polizei fahndete bereits nach beiden als einem Hochstaplerpärchen. Ohne dass Kapitän Peer davon wusste, hatte sein Steuermann für die Rückreise den geschassten Orres angeheuert, der nun im Schiffsrumpf rackerte. Auf der Heimreise erhielt Peer einen Funkspruch, der besagte, dass er zuvor Teneriffa anlaufen solle, um von dort Post mit in die Heimat zu nehmen. In Moment des Anlegens kletterte eine Gestalt von seinem Schiff zu einem nebenan vertäuten Segelschiff. Als Peer die Post in seinem Schiffssafe unterbringen wollte, musste er feststellen, dass jemand den „Südstern“ gestohlen hatte. Wenig Vertrauen in die ausländische Polizei besitzend, nahm Peer selbst die Verfolgung des Diebes auf und spürte ihn in einem Strandhotel auf. Es handelte sich um Orres, den Peer weiter verfolgte. In einer schummrigen Hafenbar alarmierte er die Polizei, die Orres festsetzte. Um den Aufbewahrungsort des Riesendiamanten zu erfahren, wurde dem Mulatten insinuiert, dass van Haag ihn ans Messer geliefert hätte. Um den Druck zu erhöhen, verkleidete sich Peer dann auch noch als van Haag. Schließlich gestand Orres.
Den Stein hätte er, so gestand der Dunkelhäutige, im alten Maschinenhaus am grünen Felsen versteckt. Dort angekommen, konnte Peer zwar den Diamanten aufspüren, er wurde aber von dem dazukommenden van Haag überwältigt und gefesselt. Der Schurke entzündete eine Lunte, an deren Ende ein Haufen Dynamit zur Entzündung wartete, mit dem das Haus mitsamt dem bewusstlosen Kapitän in die Luft gesprengt werden sollte. Doch Peer konnte sich, übrigens wie auch Orres, selbst befreien. Im letzten Moment gelang es Peer sich so zu positionieren, dass es ihn bei der Explosion nicht gleich zerreißt. Seine Leute gruben ihn unter den Hausmauersteinen hervor. Er war zwar lädiert, aber immerhin: er lebte. Peer eilte zur Polizei und erfuhr dort, dass vor einer halben Stunde ein Schiff in Richtung Amerika abgelegt hätte. Man vermutete, dass die Diamantenräuber mit an Bord sein müssten. Daraufhin schipperte Peer ihnen nach. An Bord des anderen Schiffes befand sich auch der Löwendompteur mit seinen eingefangenen Großkatzen. Er und van Haag kamen dabei ins Gespräch. Es stellte sich heraus, dass Ellen Johnston, ebenfalls an Bord, mit van Haag verheiratet war und diese Ehe gegen den erklärten Willen ihres Vaters geschlossen hatte. Ihre Schwester Conny unternahm den Versuch, ihren Vater und ihre Schwester wieder miteinander zu versöhnen.
In New York angekommen, folgte van Haag einer Einladung Leanders, der ihm seine Löwendressur auf seiner Farm zeigen wollte. Auch Peer trudelte dort bald ein und sah zu seinem Erstaunen das traute Miteinander zwischen van Haag und Ellen. In einem günstigen Moment machte Ellen Peer klar, dass sie nur noch deshalb an van Haags Seite gewesen sei, um ihm zu helfen. Sie beschaffte ihm sogar ein Pferd, um den Diamantendieb weiter zu verfolgen. Peer stellte nach vollem Galopp van Haag in Leanders Blockhaus, wo dieser vorübergehend seine Löwen untergebracht hatte. Van Haag verschwand, und Peer hatte nun die wild fauchenden Löwen am Hals. Zu seinem Glück eilte Leander herbei und befreite ihn aus dieser misslichen Situation. Auf einer fahrenden Eisenbahn wurde die Verfolgung fortgesetzt, doch während Peer auf den Zug aufsprang, hüpften van Haag und Orres herunter. Ellen traf sich erneut mit van Haag, der noch nicht misstrauisch war, und quetschte diesen bezüglich seiner zukünftigen Pläne aus. Der skrupellose Dieb hatte vor, die Teufelsbrücke, die der Zug mit Peer an Bord überqueren musste, in die Luft zu sprengen, um den hartnäckigen Verfolger endlich loszuwerden. Ellen informierte daraufhin Conny, eine Telegrafistin, die das Zugpersonal telegrafisch vorwarnte. Doch es war schon zu spät, der Zug hatte bereits zu viel Fahrt aufgenommen. So sprang Peer über die Dächer der einzelnen Waggons nach vorn und koppelte die Lokomotive von den Waggons ab. Die Waggons wurden langsamer, während die Lok auf die Brücke zuraste. Dann erfolgte die Brückensprengung, und die Lok stürzte in die Tiefe.
Van Haag und Orres versuchten zu fliehen, doch Kapitän Peer mit seinen Leuten und Ellen waren ihnen auf der Spur. Es kam zum Showdown, bei dem van Haag einen tödlichen Schuss auf die „Verräterin“, seine Ehefrau Ellen, abgab. In einer Blockhütte kam es zum Gerangel, die Fäuste flogen. Schließlich wurden die beiden Verbrecher von der Polizei festgenommen. Ellens letzte Worte besagten, dass sie ihren Fehltritt mit van Haag zutiefst bereute. Kapitän Peer nahm den Südstern an sich und konnte nun endlich seine Reise nach Amsterdam zu Ende bringen.

## Produktionsnotizen
Unter heißer Zone – gelegentlich ist auch der Titel Unter heißer Sonne zu lesen – entstand ab Ende April bis inklusive Mai 1916 in und um Berlin sowie im Tierpark Hagenbeck in Hamburg. Die Schiffsaufnahmen entstanden ab Ende April 1916 auf der Kaiserin Auguste Viktoria. Der rund 1750 Meter lange Fünfakter war bis zum Ende des Ersten Weltkriegs Piels aufwendigste und ambitionierteste Inszenierung und verschlang die für damalige Zeiten gewaltige Summe von 100.000 RM. Der Film passierte die Zensur im August 1916 und wurde noch im selben Monat uraufgeführt. In Österreich-Ungarn wurde der Streifen im Rahmen einer Separatvorführung am 29. September 1916 unter dem Titel „Der Südstern“ erstmals gezeigt.
Obwohl bereits im Ersten Weltkrieg entstanden, ist Unter heißer Zone beispielhaft für den archetypischen Piel-Film seit 1919. Hier setzte Piel erstmals Raubtiere (die stets von ihm bevorzugten Löwen) als dramaturgisches Spannungselement ein; ein Pielsches Markenzeichen und Erfolgsrezept, dass das Gros seiner späteren Inszenierungen immer wieder auszeichnen sollte. Oskar Kalbus schrieb dazu 1935: „Harry Piel versteht mit wilden Tieren umzugehen. Das hat er schon 1916 in seinem Film „Unter heißer Sonne“ [sic!] bewiesen. Die wichtigsten Darsteller in diesem Sensationsfilm waren die Löwen, die aus Hagenbecks Hamburger Tierpark nach Berlin geschickt worden waren. Den Löwen wurden zwei Tage vor der Aufnahme keine Nahrung mehr gereicht, damit sie bei den Aufnahmen recht wild sein sollten. Die Geschichte war also keineswegs ungefährlich, doch Harry Piels Umsicht war groß, und seinem Kommando konnten selbst die Löwen nicht widerstehen.“
Der Kinematograph widmete den Dreharbeiten in seiner Ausgabe vom 10. Mai 1916 einen Artikel: „Eine Löwenjagd“. Um den afrikanischen Teil so authentisch wie möglich zu gestalten, wurden für die inmitten des Krieges entstandenen Dreharbeiten rund ein Dutzend schwarze Kriegsgefangene, allesamt Teil der britischen Kolonialtruppen, zwangsrekrutiert.

## Kritik
„Ganz außerordentliche Sensation bieten eine Löwenjagd, der Sturz eines Autos in die Tiefe, eines Kesselexplosion, eine Flucht über die Schiffstakelage und schließlich eine Brückensprengung knapp vor Eintreffen des Luxuszuges, dessen Lokomotive noch rechtzeitig abgekoppelt in den Fluß stürzt.“

Paimann’s Filmlisten resümierte: „Stoff phantastisch, Spiel und Fotos sehr gut, Löwenjagd, Autosturz, Sprung vom Pferd in den fahrenden Zug und besonders die Einsturzszenen der großen eisernen Brücke prima.“